# Cryptorhopalum focale
Cryptorhopalum focale är en skalbaggsart som beskrevs av William James Beal 1985. Cryptorhopalum focale ingår i släktet Cryptorhopalum och familjen ängrar. Inga underarter finns listade i Catalogue of Life.